# RAID (정신 건강)
RAID(Renforce Appropect, Implode Disruptive)는 도전적인 행동을 보이는 사람들과 함께 일하기 위한 긍정적 심리 최소 제한적 실천 접근법이다. RAID 접근 방식은 William Davies 박사가 작성했으며 심리 치료 협회(Association for Psychological Threats)에서 발행 및 배포한다. 정신 건강 및 관련 분야에서 일하는 20,000명 이상의 전문가가 주로 영국과 아일랜드에서 RAID 접근법에 대해 교육을 받는다. 그 교육은 현재 11번째 진행되고 있다.

## RAID 모델
RAID 모델은 전문가들이 "안전성이 허용하는 범위 내에서 파괴적 행동을 축소하고 적절한 행동을 인식하고 강화하는 데 집중하여 점차 파괴적 행동을 대체하는" 관리 철학을 옹호한다. 개인에 의해 보여지는 긍정적인 품질과 행동에 대한 사전 예방적 장려를 통해 가장 극단적인 행동을 해결할 수 있는 방법을 강조하며, 개인에게 진보를 위한 보람 있는 기회를 제공하는 데 분명히 초점을 맞추고 있다.
목표는 전문가가 '친환경'(긍정적) 행동에 초점을 맞추고 '적색'(도전적 또는 덜 긍정적인) 행동에 대한 기회를 줄여 치료 환경을 개발하는 것이다. 과정에는 환자가 성과를 인식할 수 있도록 도와주는 긍정적인 행동 또는 '녹색' 행동을 보상하는 것이 포함되며, 반면에 '빨간색'(부정적) 행동은 산만 기술과 같은 전략을 사용하여 안전하게 평가절하된다.
사전 예방적 접근 방식으로서 RAID 모델은 극단적 행동이 없을 때 행동할 수 있도록 하는 반면, 처벌과 소멸은 극단적 행동이 발생할 때만 행동할 수 있다는 점에서 (조작적 조건 형성에 사용된 것과 같은) 소멸 및 처벌과 같은 접근 방식과 대비된다. 그리고 많은 사람들이 바람직하지 않은 것으로 간주하는 극단적인 행동에 의존한다. RAID 모델은 일반적으로 행동 수정의 건설적 접근법의 한 예로 간주되며, 부정적인 것을 대체하는 긍정적인 행동을 구축하여 문제를 해결하려는 시도로 간주된다. 이는 문제 행동에 초점을 맞추는 제거적 접근법과 대조되기도 한다.

## 역사
RAID 접근 방식은 1990년 William Davies 박사가 작성했으며 영국에서 긍정적인 행동을 설정하고 강화하기위한 표준으로 자리 매김했다. 특히 안전한 주거 시설에 있는 경우, 모든 연령대에서 어렵고 공격적인 행동을 보이는 사람들에게 빠르게 적용된다. 원래 접근 방식은 그러한 행동에 대한 건설적인 작업을 위한 13개의 관련 전략을 설명했다. RAID 약어는 전략을 뒷받침하는 일반적인 주제에 대한 기억 보조 수단으로 1992년에 나왔다.
약어 RAID (Reinforce Appropriate, Implode Disruptive의 약어)는 1992년 영국 상표로 등록되었다. 2019년 1월, 런던 외부의 IPEC (Intellectual Property Enterprise Court)가 처음으로 심리한 사건에서 고등 법원 판사인 HH Melissa Clarke는 NHS를 대표하여 RAID 상표를 침해했다는 사실을 발견했다. 그 결과, 신속한 평가 개입으로 인해 사용을 중단하여야 했다.

## 증거
RAID 모델은 OAS-MNR(Overt Attraction Scale)을 통해 측정되었으며 2년 동안 공격 동작이 80% 이상 감소하는 것으로 나타났다. 또한 연구에 따르면 RAID 모델은 중간 보안 LD 병동에서 도전적인 행동의 사고 수를 크게 줄였으며, Cheryl Knowles 박사가 수행한 논문은 도전적인 행동에 대한 직원 신뢰도가 그만큼 크게 증가했음을 보여주었다. 이는 교육 직후 관찰되었고, 교육 후 4개월을 유지하였다.

## 훈련
RAID 접근 방식에 대한 교육은 심리 치료 협회(Association for Psychological Threats)에서 제공하며, 영국의 National Health Service(Rampton Secure Hospital 포함)에서 근무하는 20,000명 이상의 전문가와 독립 의료 서비스 제공업체(St Andrew's Healthcare, The Priory Group, Cygnet Healthcare, 및 Elysium Healthcare)가 참여했다.